# Ацтека
«Ацтека» (ісп. Estadio Azteca) — футбольний стадіон у Мехіко, Мексика. Є найбільшим стадіоном у Латинській Америці, п'ятий по величині у світі і найбільший стадіон світу, розрахований спеціально для змагань з футболу. На стадіоні проводить свої домашні ігри національна збірна Мексики, а також багаторазовий чемпіон Мексики клуб «Америка» (Мехіко).
Американський поп-співак Майкл Джексон закінчив Dangerous World Tour 5 концертами на стадіоні «Ацтека» (29, 31 жовтня, 7, 9 і 11 листопада 1993).

## Вирішальні матчі

### Чемпіонати світу
«Ацтека» приймала чемпіонат світу з футболу 1970 року, провівши 10 ігор, включаючи фінал. Через шістнадцять років стадіон прийняв дев'ять матчів   чемпіонату світу 1986 року, в тому числі знову фінал, ставши першою ареною на якій пройшли два фінали чемпіонату світу. На чемпіонаті світу 2026 року «Ацтека» знову прийматиме свої матчі (включно з церемонією відкриття), що зробить стадіон єдиним, який приймав чемпіонати світу з футболу тричі.

### Чемпіонат світу 1970
| Дата       | Час (UTC−6) | Збірна #1 | Рахунок | Збірна #2 | Раунд              | Глядачів |
| ---------- | ----------- | --------- | ------- | --------- | ------------------ | -------- |
| 1970-05-31 | 12:00       | Мексика   | 0–0     | СРСР      | Група 1            | 107,160  |
| 1970-06-03 | 16:00       | Бельгія   | 3–0     | Сальвадор | Група 1            | 92,205   |
| 1970-06-06 | 16:00       | СРСР      | 4–1     | Бельгія   | Група 1            | 95,261   |
| 1970-06-07 | 12:00       | Мексика   | 4–0     | Сальвадор | Група 1            | 103,058  |
| 1970-06-10 | 16:00       | СРСР      | 2–0     | Сальвадор | Група 1            | 89,979   |
| 1970-06-11 | 16:00       | Мексика   | 1–0     | Бельгія   | Група 1            | 108,192  |
| 1970-06-14 | 12:00       | СРСР      | 0–1     | Уругвай   | Чвертьфінал        | 26,085   |
| 1970-06-17 | 16:00       | Італія    | 4–3     | ФРН       | Півфінал           | 102,444  |
| 1970-06-20 | 16:00       | Уругвай   | 0–1     | ФРН       | Матч за 3-тє місце | 104,403  |
| 1970-06-21 | 12:00       | Бразилія  | 4–1     | Італія    | Фінал              | 107,412  |

### Чемпіонат світу 1986
| Дата       | Час (UTC−6) | Збірна #1 | Рахунок | Збірна #2 | Раунд       | Глядачів |
| ---------- | ----------- | --------- | ------- | --------- | ----------- | -------- |
| 1986-05-31 | 12:00       | Болгарія  | 1–1     | Італія    | Група A     | 96,000   |
| 1986-06-03 | 12:00       | Бельгія   | 1–2     | Мексика   | Група B     | 110,000  |
| 1986-06-07 | 12:00       | Мексика   | 1–1     | Парагвай  | Група B     | 114,600  |
| 1986-06-11 | 12:00       | Ірак      | 0–1     | Мексика   | Група B     | 103,763  |
| 1986-06-15 | 12:00       | Мексика   | 2–0     | Болгарія  | 1/8 фіналу  | 114,560  |
| 1986-06-18 | 12:00       | Англія    | 3–0     | Парагвай  | 1/8 фіналу  | 98,728   |
| 1986-06-22 | 12:00       | Аргентина | 2–1     | Англія    | Чвертьфінал | 114,580  |
| 1986-06-25 | 16:00       | Аргентина | 2–0     | Бельгія   | Півфінал    | 114,500  |
| 1986-06-29 | 12:00       | Аргентина | 3–2     | Німеччина | Фінал       | 114,600  |

### Чемпіонат світу 2026
| Дата       | Час (UTC−6) | Збірна #1           | Рахунок | Збірна #2               | Раунд       | Глядачів |
| ---------- | ----------- | ------------------- | ------- | ----------------------- | ----------- | -------- |
| 2026-06-11 | --:--       | Мексика             | –       | A2                      | Група A     |          |
| 2026-06-17 | --:--       | TBD                 | –       | TBD                     | Група K     |          |
| 2026-06-24 | --:--       | A4                  | –       | Мексика                 | Група A     |          |
| 2026-06-30 | --:--       | Переможець групи A  | –       | 3 місце групи C/E/F/H/I | 1/16 фіналу |          |
| 2026-07-05 | --:--       | Переможець матчу 79 | –       | Переможець матчу 80     | 1/8 фіналу  |          |

### Інші футбольні турніри
- Футбол на літніх Олімпійських іграх 1968
- Чемпіонат світу з футболу серед жінок 1971[2][3]
- Панамериканські ігри 1975
- Чемпіонат націй КОНКАКАФ 1977
- Молодіжний чемпіонат світу з футболу 1983
- Золотий кубок КОНКАКАФ 1993
- Кубок конфедерацій 1999
- Золотий кубок КОНКАКАФ 2003
- Юнацький чемпіонат світу з футболу 2011